# Geonoma oldemanii
Geonoma oldemanii là loài thực vật có hoa thuộc họ Arecaceae. Loài này được Granv. mô tả khoa học đầu tiên năm 1974.